# Cicurina varians
Espèce
Cicurina varians est une espèce d'araignées aranéomorphes de la famille des Cicurinidae.

## Distribution
Cette espèce se rencontre aux États-Unis au Texas, au Nouveau-Mexique et au Colorado et au Canada en Alberta,.

## Description
Les mâles mesurent de 6,00 à 10,80 mm et les femelles de 5,90 à 8,50 mm.

## Systématique et taxinomie
Cette espèce a été décrite par Gertsch et Mulaik en 1940.

## Publication originale
- Chamberlin & Ivie, 1940 : « Agelenid spiders of the genus Cicurina. » Bulletin of the University of Utah, Biological Series, vol. 30, no 18, p. 1-108.